# Caravaggios skugga
Caravaggios skugga (originaltitel: L'ombra di Caravaggio) är en italiensk historisk dramafilm från 2022. Filmen är regisserad av Michele Placido, som även skrivit manus tillsammans med Sandro Petraglia och Fidel Signorile.
Filmen hade biopremiär i Sverige den 24 november 2023, utgiven av Njutafilms.

## Handling
Filmen utspelar sig i början på 1600-talet och kretsar kring Caravaggio som skuggas av katolska kyrkan för att undersöka om misstanken om att han mördat en rival är sann.

## Rollista (i urval)
- Riccardo Scamarcio – Caravaggio
- Louis Garrel – Schatten
- Isabelle Huppert – Costanza Sforza Colonna
- Micaela Ramazzotti – Lena Antonietti
- Lolita Chammah – Anna Bianchini
- Vinicio Marchioni – Giovanni Baglione
- Gianfranco Gallo – Giordano Bruno
- Moni Ovadia – Filippo Neri
- Michele Placido – Kardinal Francesco Maria del Monte
- Tedua – Cecco
- Maurizio Donadoni –  Paulus V